# Стоян Лазаров (лекар)
Стоян Лазаров е български лекар, сърдечен хирург, началник на отделението по хирургия на деца с вродените сърдечни малформации в Националната кардиологична болница (НКБ) в София. Член е на Европейската асоциация на сърдечните хирурзи, член е на управителния съвет на Световното дружество.

## Кратка биография
Първият досег с медицината получава още като дете. Дядо му е бил директор на софийската здравна служба. Завършва медицина в София, а след това след конкурс печели асистентско място в Националната кардиологична болница. По-късно заминава със стипендия за Федерална Република Германия, където специализира в Националния сърдечен център в Мюнхен. Там учи при д-р Фриц Себениг, като започва да се фокусира върху детска сърдечна хирургия.
В края на 80-те заминава за САЩ, където специализира при известния сърдечен хирург д-р Алдо Кастанеда, директор на детската болница в град Бостън, част от „Харвард медикъл скул“. Завръща се в България, но още веднъж преминава специализация в същото лечебно заведение през 1994 година.